# Алгоритм Шуфа
Алгоритм Шуфа — эффективный алгоритм подсчёта числа точек на эллиптической кривой над конечным полем. Алгоритм имеет приложения в эллиптической криптографии, где важно знать число точек, чтобы судить о трудности решения задачи дискретного логарифмирования на группе точек на эллиптической кривой.
Алгоритм опубликовал в 1985 Рене Шуф и это был теоретический прорыв, поскольку это был первый детерминированный алгоритм полиномиального времени для подсчёта точек на эллиптической кривой. До алгоритма Шуфа подходы к подсчёту точек на эллиптических кривых, каким был бесхитростный алгоритм малых и больших шагов, были по большей части трудоёмкими и требовали экспоненционального времени работы.
Данная статья объясняет подход Шуфа, делая упор на математические идеи, лежащие в основе алгоритма.

## Введение
Пусть {\displaystyle E} — эллиптическая кривая, определённая над конечным полем {\displaystyle \mathbb {F} _{q}}, где {\displaystyle q=p^{n}} для простого {\displaystyle p} и целого {\displaystyle n\geq 1}. Над полем с характеристикой {\displaystyle \neq 2,3} эллиптическая кривая может быть задана (коротко) уравнением Вейерштрасса
{\displaystyle y^{2}=x^{3}+Ax+B}
с {\displaystyle A,B\in \mathbb {F} _{q}}. Множество точек, определённых над {\displaystyle \mathbb {F} _{q}}, состоит из решений {\displaystyle (a,b)\in \mathbb {F} _{q}^{2}}, удовлетворяющих уравнению кривой, и бесконечно удалённой точки {\displaystyle O}. Если использовать групповой закон на эллиптических кривых на этом множестве, можно видеть, что это множество {\displaystyle E(\mathbb {F} _{q})} образует абелеву группу, в которой {\displaystyle O} действует как нулевой элемент.
Чтобы посчитать точки на эллиптической кривой, мы подсчитываем мощность множества {\displaystyle E(\mathbb {F} _{q})}.
В подходе Шуфа для подсчёта мощности {\displaystyle \sharp E(\mathbb {F} _{q})} используется теорема Хассе об эллиптических кривых вместе с китайской теоремой об остатках и многочленами деления.

## Теорема Хассе
Теорема Хассе утверждает, что если {\displaystyle E/\mathbb {F} _{q}} является эллиптической кривой над конечным полем {\displaystyle \mathbb {F} _{q}}, то {\displaystyle \sharp E(\mathbb {F} _{q})} удовлетворяет неравенству
{\displaystyle \mid q+1-\sharp E(\mathbb {F} _{q})\mid \leq 2{\sqrt {q}}.}
Этот сильный результат, полученный Хассе в 1934, упрощает нашу задачу путём сужения {\displaystyle \sharp E(\mathbb {F} _{q})} к конечному (хотя и большому) множеству возможностей. Если определить {\displaystyle t} как {\displaystyle q+1-\sharp E(\mathbb {F} _{q})} и использовать этот результат, мы получим, что вычисление мощности {\displaystyle t} по модулю {\displaystyle N}, где {\displaystyle N>4{\sqrt {q}}}, достаточно для вычисления {\displaystyle t}, а потому и для получения {\displaystyle \sharp E(\mathbb {F} _{q})}. Хотя нет эффективного пути вычисления {\displaystyle t{\pmod {N}}} прямо для чисел {\displaystyle N} общего вида, можно вычислить {\displaystyle t{\pmod {l}}} для малого простого числа {\displaystyle l} довольно эффективно. Мы выбираем {\displaystyle S=\{l_{1},l_{2},...,l_{r}\}} в качестве множества различных простых чисел, таких, что {\displaystyle \prod l_{i}=N>4{\sqrt {q}}}. Если задано {\displaystyle t{\pmod {l_{i}}}} для всех {\displaystyle l_{i}\in S}, китайская теорема об остатках позволяет вычислить {\displaystyle t{\pmod {N}}}.
Чтобы вычислить {\displaystyle t{\pmod {l}}} для простого {\displaystyle l\neq p}, мы используем теорию эндоморфизма Фробениуса {\displaystyle \phi } и многочлены деления. Заметим, что рассмотрение простых чисел {\displaystyle l\neq p} не приводит к проблемам, поскольку мы всегда можем выбрать большее простое число, чтобы обеспечить, чтобы произведение было достаточно велико. В любом случае алгоритм Шуфа наиболее часто используется для случая {\displaystyle q=p}, поскольку имеются более эффективные, так называемые {\displaystyle p}-адичные алгоритмы, для полей с малой характеристикой.

## Эндоморфизм Фробениуса
Если задана эллиптическая кривая {\displaystyle E}, определённая над {\displaystyle \mathbb {F} _{q}}, мы рассматриваем точки на {\displaystyle E} над {\displaystyle {\bar {\mathbb {F} }}_{q}}, алгебраическим замыканием поля {\displaystyle \mathbb {F} _{q}}. То есть мы разрешаем точкам иметь координаты в {\displaystyle {\bar {\mathbb {F} }}_{q}}. Эндоморфизм Фробениуса {\displaystyle {\bar {\mathbb {F} }}_{q}} над {\displaystyle \mathbb {F} _{q}} расширяет эллиптическую кривую отображением {\displaystyle \phi :(x,y)\mapsto (x^{q},y^{q})}.
Это отображение тождественно на {\displaystyle E(\mathbb {F} _{q})} и можно расширить его точкой на бесконечности {\displaystyle O}, что делает его морфизмом группы из{\displaystyle E({\bar {\mathbb {F} _{q}}})} на себя.
Эндоморфизм Фробениуса удовлетворяет квадратному уравнению, связанному с мощностью {\displaystyle E(\mathbb {F} _{q})} по следующей теореме:
Теорема: Эндоморфизм Фробениуса, заданный отображением {\displaystyle \phi }, удовлетворяет характеристическому уравнению
{\displaystyle \phi ^{2}-t\phi +q=0}, где {\displaystyle t=q+1-\sharp E(\mathbb {F} _{q})}
Тогда для всех {\displaystyle P=(x,y)\in E} имеем {\displaystyle (x^{q^{2}},y^{q^{2}})+q(x,y)=t(x^{q},y^{q})}, где + означает сложение эллиптической кривой, а {\displaystyle q(x,y)} и {\displaystyle t(x^{q},y^{q})} означают скалярное произведение точки {\displaystyle (x,y)} на {\displaystyle q} и точки {\displaystyle (x^{q},y^{q})} на {\displaystyle t}.
Можно попытаться в символьном виде вычислить эти точки {\displaystyle (x^{q^{2}},y^{q^{2}})}, {\displaystyle (x^{q},y^{q})} и {\displaystyle q(x,y)} как функции на координатном кольце {\displaystyle \mathbb {F} _{q}[x,y]/(y^{2}-x^{3}-Ax-B)} на кривой {\displaystyle E}, а затем искать значение {\displaystyle t}, которое удовлетворяет уравнению. Однако степени получаются очень большими и такой подход практического значения не имеет.
Идея Шуфа заключалась в выполнении таких вычислений, ограничиваясь точками порядка {\displaystyle l} для различных малых простых чисел {\displaystyle l}.
Фиксируя нечётное простое число {\displaystyle l} мы переходим к решению задачи определения {\displaystyle t_{l}}, определённого как {\displaystyle t{\pmod {l}}}, для заданного простого {\displaystyle l\neq 2,p}.
Если точка {\displaystyle (x,y)} находится в подгруппе {\displaystyle l}-кручения {\displaystyle E[l]=\{P\in E({\bar {\mathbb {F} _{q}}})\mid lP=O\}}, то {\displaystyle qP={\bar {q}}P}, где {\displaystyle {\bar {q}}} является единственным целым числом, таким, что {\displaystyle q\equiv {\bar {q}}{\pmod {l}}} и {\displaystyle \mid {\bar {q}}\mid <l/2}.
Заметим, что {\displaystyle \phi (O)=O} и что для любого целого {\displaystyle r} мы имеем {\displaystyle r\phi (P)=\phi (rP)}. Таким образом, {\displaystyle \phi (P)} имеет тот же порядок, что и {\displaystyle P}. Тогда для {\displaystyle (x,y)}, принадлежащего {\displaystyle E[l]}, мы имеем также {\displaystyle t(x^{q},y^{q})={\bar {t}}(x^{q},y^{q})}, если {\displaystyle t\equiv {\bar {t}}{\pmod {l}}}. Следовательно, мы свели нашу задачу к решению уравнения
{\displaystyle (x^{q^{2}},y^{q^{2}})+{\bar {q}}(x,y)\equiv {\bar {t}}(x^{q},y^{q}),}
где {\displaystyle {\bar {t}}} и {\displaystyle {\bar {q}}} лежат в интервале {\displaystyle [-(l-1)/2,(l-1)/2]}.

## Вычисления по простому модулю
Многочлен деления с номером l — это такой многочлен, что его корни являются в точности x координатами точек порядка l. Тогда ограничение вычисления {\displaystyle (x^{q^{2}},y^{q^{2}})+{\bar {q}}(x,y)} на точки l-кручения означает вычисление этих выражений как функций координатного кольца E и модуля l-го многочлена деления. То есть мы работаем в {\displaystyle \mathbb {F} _{q}[x,y]/(y^{2}-x^{3}-Ax-B,\psi _{l})}. Это, в частности, означает, что степень X и Y, определяемых через {\displaystyle (X(x,y),Y(x,y)):=(x^{q^{2}},y^{q^{2}})+{\bar {q}}(x,y)} не превышают 1 по переменной y и {\displaystyle (l^{2}-3)/2} по переменной x.
Скалярное произведение {\displaystyle {\bar {q}}(x,y)} может быть осуществлено методом удвоить-и-сложить, либо с помощью {\displaystyle {\bar {q}}}-го многочлена деления. Второй подход даёт:
{\displaystyle {\bar {q}}(x,y)=(x_{\bar {q}},y_{\bar {q}})=\left(x-{\frac {\psi _{{\bar {q}}-1}\psi _{{\bar {q}}+1}}{\psi _{\bar {q}}^{2}}},{\frac {\psi _{2{\bar {q}}}}{2\psi _{\bar {q}}^{4}}}\right)},
где {\displaystyle \psi _{n}} — n-й многочлен деления. Заметим, что
{\displaystyle y_{\bar {q}}/y} является функцией только от x, обозначим эту функцию через {\displaystyle \theta (x)}.
Мы должны разбить задачу на два случая: случай, в котором {\displaystyle (x^{q^{2}},y^{q^{2}})\neq \pm {\bar {q}}(x,y)}, и случай, в котором {\displaystyle (x^{q^{2}},y^{q^{2}})=\pm {\bar {q}}(x,y)}.

### Случай 1:(xq2,yq2)≠±q¯(x,y){\displaystyle (x^{q^{2}},y^{q^{2}})\neq \pm {\bar {q}}(x,y)}
Используя формулу сложения для группы {\displaystyle E(\mathbb {F} _{q})}, мы получим:
{\displaystyle X(x,y)=\left({\frac {y^{q^{2}}-y_{\bar {q}}}{x^{q^{2}}-x_{\bar {q}}}}\right)^{2}-x^{q^{2}}-x_{\bar {q}}.}
Заметим, что это вычисление невозможно, если предположение о неравенстве не выполняется.
Мы теперь можем сузить выбор координаты x для {\displaystyle {\bar {t}}} до двух возможностей, а именно — положительного и отрицательного случаев. Используя координату y, определяем, который из двух случаев имеет место.
Сначала мы покажем, что X является функцией только от x. Рассмотрим {\displaystyle (y^{q^{2}}-y_{\bar {q}})^{2}=y^{2}(y^{q^{2}-1}-y_{\bar {q}}/y)^{2}}.
Поскольку {\displaystyle q^{2}-1} чётно, заменив {\displaystyle y^{2}} на {\displaystyle x^{3}+Ax+B}, мы переписываем выражение как
{\displaystyle (x^{3}+Ax+B)((x^{3}+Ax+B)^{\frac {q^{2}-1}{2}}-\theta (x))}
и имеем
{\displaystyle X(x)\equiv (x^{3}+Ax+B)((x^{3}+Ax+B)^{\frac {q^{2}-1}{2}}-\theta (x)){\bmod {\psi }}_{l}(x).}
Теперь, если {\displaystyle X\equiv x_{\bar {t}}^{q}{\bmod {\psi }}_{l}(x)} для {\displaystyle {\bar {t}}\in [0,(l-1)/2]}, то для {\displaystyle {\bar {t}}} верно равенство
{\displaystyle \phi ^{2}(P)\mp {\bar {t}}\phi (P)+{\bar {q}}P=O}
для всех точек P l-кручения.
Как было упомянуто ранее, используя Y и {\displaystyle y_{\bar {t}}^{q}}, мы можем теперь определить, какое из двух значений {\displaystyle {\bar {t}}} ({\displaystyle {\bar {t}}} или {\displaystyle -{\bar {t}}}) работает. Это даёт значение {\displaystyle t\equiv {\bar {t}}{\pmod {l}}}. Алгоритм Шуфа запоминает значения {\displaystyle {\bar {t}}{\pmod {l}}} в переменной {\displaystyle t_{l}} для каждого рассматриваемого простого l.

### Случай 2:(xq2,yq2)=±q¯(x,y){\displaystyle (x^{q^{2}},y^{q^{2}})=\pm {\bar {q}}(x,y)}
Предположим, что {\displaystyle (x^{q^{2}},y^{q^{2}})={\bar {q}}(x,y)}. Поскольку l является нечётным простым числом, невозможно, чтобы {\displaystyle {\bar {q}}(x,y)=-{\bar {q}}(x,y)}, а следовательно, {\displaystyle {\bar {t}}\neq 0}. Из характеристического уравнения следует, что {\displaystyle {\bar {t}}\phi (P)=2{\bar {q}}P}, а следовательно, что {\displaystyle {\bar {t}}^{2}{\bar {q}}\equiv (2q)^{2}{\pmod {l}}}.
Из этого следует, что q является квадратом по модулю l. Пусть {\displaystyle q\equiv w^{2}{\pmod {l}}}. Вычислим {\displaystyle w\phi (x,y)} в {\displaystyle \mathbb {F} _{q}[x,y]/(y^{2}-x^{3}-Ax-B,\psi _{l})} и проверим, выполняется ли {\displaystyle {\bar {q}}(x,y)=w\phi (x,y)}. Если так, то {\displaystyle t_{l}} является {\displaystyle \pm 2w{\pmod {l}}}, в зависимости от координаты y.
Если q окажется не равным квадрату по модулю l или если равенство не выполняется для некоторого w и {\displaystyle -w}, наше предположение, что {\displaystyle (x^{q^{2}},y^{q^{2}})=+{\bar {q}}(x,y)} неверно, так что {\displaystyle (x^{q^{2}},y^{q^{2}})=-{\bar {q}}(x,y)}. Характеристическое уравнение даёт {\displaystyle t_{l}=0}.

### Дополнительный случайl=2{\displaystyle l=2}
Если вспомнить, наши начальные соглашения не рассматривают случая {\displaystyle l=2}.
Поскольку мы предположили, что q нечётно, {\displaystyle q+1-t\equiv t{\pmod {2}}} и, в частности, {\displaystyle t_{2}\equiv 0{\pmod {2}}} тогда и только тогда, когда {\displaystyle E(\mathbb {F} _{q})} имеет элемент порядка 2. По определению сложения в группе любой элемент порядка 2 должен иметь вид {\displaystyle (x_{0},0)}. Таким образом {\displaystyle t_{2}\equiv 0{\pmod {2}}} тогда и только тогда, когда многочлен {\displaystyle x^{3}+Ax+B} имеет корень в {\displaystyle \mathbb {F} _{q}}, тогда и только тогда, когда НОД{\displaystyle (x^{q}-x,x^{3}+Ax+B)\neq 1}.

## Алгоритм
```
    Ввод:
        1. Эллиптическая кривая 

  

    

      

        
E

        
=

        

          
y

          

            
2

          

        

        
−

        

          
x

          

            
3

          

        

        
−

        
A

        
x

        
−

        
B

      

    

    
{\displaystyle E=y^{2}-x^{3}-Ax-B}

  

.
        2. Целое число 
q
 для конечного поля 

  

    

      

        

          
F

          

            
q

          

        

      

    

    
{\displaystyle F_{q}}

  

 с 

  

    

      

        
q

        
=

        

          
p

          

            
b

          

        

        
,

        
b

        
≥

        
1

      

    

    
{\displaystyle q=p^{b},b\geq 1}

  

.
    Вывод:
        Число точек 
E
 над 

  

    

      

        

          
F

          

            
q

          

        

      

    

    
{\displaystyle F_{q}}

  

.
    Выбираем множество нечётных простых чисел 
S
, не содержащее 
p
, такое, что  

  

    

      

        
N

        
=

        

          
∏

          

            
l

            
∈

            
S

          

        

        
l

        
>

        
4

        

          

            
q

          

        

        
.

      

    

    
{\displaystyle N=\prod _{l\in S}l>4{\sqrt {q}}.}

  

    
Примем
 

  

    

      

        

          
t

          

            
2

          

        

        
=

        
0

      

    

    
{\displaystyle t_{2}=0}

  

, 
если
 НОД

  

    

      

        
(

        

          
x

          

            
q

          

        

        
−

        
x

        
,

        

          
x

          

            
3

          

        

        
+

        
A

        
x

        
+

        
B

        
)

        
≠

        
1

      

    

    
{\displaystyle (x^{q}-x,x^{3}+Ax+B)\neq 1}

  

, 
иначе принимаем
 

  

    

      

        

          
t

          

            
2

          

        

        
=

        
1

      

    

    
{\displaystyle t_{2}=1}

  

.

    
Вычисляем многочлен деления 

  

    

      

        

          
ψ

          

            
l

          

        

      

    

    
{\displaystyle \psi _{l}}

  

. 
    Все вычисления в цикле ниже осуществляются в кольце 

  

    

      

        

          

            
F

          

          

            
q

          

        

        
[

        
x

        
,

        
y

        
]

        

          
/

        

        
(

        

          
y

          

            
2

          

        

        
−

        

          
x

          

            
3

          

        

        
−

        
A

        
x

        
−

        
B

        
,

        

          
ψ

          

            
l

          

        

        
)

        
.

      

    

    
{\displaystyle \mathbb {F} _{q}[x,y]/(y^{2}-x^{3}-Ax-B,\psi _{l}).}

  

    
Для
 

  

    

      

        
l

        
∈

        
S

      

    

    
{\displaystyle l\in S}

  

 
выполняем
:

        
Пусть
 

  

    

      

        

          

            

              
q

              
¯

            

          

        

      

    

    
{\displaystyle {\bar {q}}}

  

 — единственное целое 
 
такое, что 

  

    

      

        
q

        
≡

        

          

            

              
q

              
¯

            

          

        

        

          

          
(

          
mod

          

          
l

          
)

        

      

    

    
{\displaystyle q\equiv {\bar {q}}{\pmod {l}}}

  

 и 

  

    

      

        
∣

        

          

            

              
q

              
¯

            

          

        

        
∣
<

        
l

        

          
/

        

        
2

      

    

    
{\displaystyle \mid {\bar {q}}\mid <l/2}

  

.

        
Вычисляем 

  

    

      

        
(

        

          
x

          

            
q

          

        

        
,

        

          
y

          

            
q

          

        

        
)

      

    

    
{\displaystyle (x^{q},y^{q})}

  

, 

  

    

      

        
(

        

          
x

          

            

              
q

              

                
2

              

            

          

        

        
,

        

          
y

          

            

              
q

              

                
2

              

            

          

        

        
)

      

    

    
{\displaystyle (x^{q^{2}},y^{q^{2}})}

  

 и 

  

    

      

        
(

        

          
x

          

            

              

                
q

                
¯

              

            

          

        

        
,

        

          
y

          

            

              

                
q

                
¯

              

            

          

        

        
)

      

    

    
{\displaystyle (x_{\bar {q}},y_{\bar {q}})}

  

.
   
        
Если
 

  

    

      

        

          
x

          

            

              
q

              

                
2

              

            

          

        

        
≠

        

          
x

          

            

              

                
q

                
¯

              

            

          

        

      

    

    
{\displaystyle x^{q^{2}}\neq x_{\bar {q}}}

  

 
 то

            
Вычисляем 

  

    

      

        
(

        
X

        
,

        
Y

        
)

      

    

    
{\displaystyle (X,Y)}

  

.

            
для
 

  

    

      

        
1

        
≤

        

          

            

              
t

              
¯

            

          

        

        
≤

        
(

        
l

        
−

        
1

        
)

        

          
/

        

        
2

      

    

    
{\displaystyle 1\leq {\bar {t}}\leq (l-1)/2}

  

 
выполняем
:

                
если
 

  

    

      

        
X

        
=

        

          
x

          

            

              

                
t

                
¯

              

            

          

          

            
q

          

        

      

    

    
{\displaystyle X=x_{\bar {t}}^{q}}

  

 
то

                    
если
 

  

    

      

        
Y

        
=

        

          
y

          

            

              

                
t

                
¯

              

            

          

          

            
q

          

        

      

    

    
{\displaystyle Y=y_{\bar {t}}^{q}}

  

 
то

                        

  

    

      

        

          
t

          

            
l

          

        

        
=

        

          

            

              
t

              
¯

            

          

        

      

    

    
{\displaystyle t_{l}={\bar {t}}}

  

;

                    
иначе

                        

  

    

      

        

          
t

          

            
l

          

        

        
=

        
−

        

          

            

              
t

              
¯

            

          

        

      

    

    
{\displaystyle t_{l}=-{\bar {t}}}

  

.

        
иначе если
 
q
 является квадратом по модулю 
l
 
 то 

            
вычисляем 
w
 с 

  

    

      

        
q

        
≡

        

          
w

          

            
2

          

        

        

          

          
(

          
mod

          

          
l

          
)

        

      

    

    
{\displaystyle q\equiv w^{2}{\pmod {l}}}

  

            
 вычисляем 

  

    

      

        
w

        
(

        

          
x

          

            
q

          

        

        
,

        

          
y

          

            
q

          

        

        
)

      

    

    
{\displaystyle w(x^{q},y^{q})}

  

            
если
 

  

    

      

        
w

        
(

        

          
x

          

            
q

          

        

        
,

        

          
y

          

            
q

          

        

        
)

        
=

        
(

        

          
x

          

            

              
q

              

                
2

              

            

          

        

        
,

        

          
y

          

            

              
q

              

                
2

              

            

          

        

        
)

      

    

    
{\displaystyle w(x^{q},y^{q})=(x^{q^{2}},y^{q^{2}})}

  

 
 то

                

  

    

      

        

          
t

          

            
l

          

        

        
=

        
2

        
w

      

    

    
{\displaystyle t_{l}=2w}

  

            
иначе если
 

  

    

      

        
w

        
(

        

          
x

          

            
q

          

        

        
,

        

          
y

          

            
q

          

        

        
)

        
=

        
(

        

          
x

          

            

              
q

              

                
2

              

            

          

        

        
,

        
−

        

          
y

          

            

              
q

              

                
2

              

            

          

        

        
)

      

    

    
{\displaystyle w(x^{q},y^{q})=(x^{q^{2}},-y^{q^{2}})}

  

 
то

                

  

    

      

        

          
t

          

            
l

          

        

        
=

        
−

        
2

        
w

      

    

    
{\displaystyle t_{l}=-2w}

  

            
иначе

                

  

    

      

        

          
t

          

            
l

          

        

        
=

        
0

      

    

    
{\displaystyle t_{l}=0}

  

        
иначе

            

  

    

      

        

          
t

          

            
l

          

        

        
=

        
0

      

    

    
{\displaystyle t_{l}=0}

  

    Используем 
китайскую теорему об остатках
 для вычисления 
t
 по модулю 
N
 из уравнения 

  

    

      

        
x

        
≡

        

          
t

          

            
l

          

        

        

          

          
(

          
mod

          

          
l

          
)

        

      

    

    
{\displaystyle x\equiv t_{l}{\pmod {l}}}

  

, где 

  

    

      

        
l

        
∈

        
S

      

    

    
{\displaystyle l\in S}

  

.
    Выводим 

  

    

      

        
q

        
+

        
1

        
−

        
t

      

    

    
{\displaystyle q+1-t}

  

.
```

## Сложность
Большинство вычислений заключаются в вычислении {\displaystyle \phi (P)} и {\displaystyle \phi ^{2}(P)}, для каждого простого числа {\displaystyle l}, то есть вычислении {\displaystyle x^{q}}, {\displaystyle y^{q}}, {\displaystyle x^{q^{2}}}, {\displaystyle y^{q^{2}}} для каждого простого числа {\displaystyle l}. Вычисления включают возведение в степень в кольце {\displaystyle R=\mathbb {F} _{q}[x,y]/(y^{2}-x^{3}-Ax-B,\psi _{l})} и требуют {\displaystyle O(\log q)} умножений. Поскольку степень {\displaystyle \psi _{l}} равна {\displaystyle {\frac {l^{2}-1}{2}}}, каждый элемент в кольце является многочленом степени {\displaystyle O(l^{2})}. По теореме о распределении простых чисел имеется около {\displaystyle O(\log q)} простых чисел размера {\displaystyle O(\log q)}, что даёт для {\displaystyle l} значение {\displaystyle O(\log q)}, и мы получаем {\displaystyle O(l^{2})=O(\log ^{2}q)}. Таким образом, каждое умножение в кольце {\displaystyle R} требует {\displaystyle O(\log ^{4}q)} умножений в {\displaystyle \mathbb {F} _{q}}, что, в свою очередь, требует, {\displaystyle O(\log ^{2}q)} битовых операций. В общей сложности число битовых операций для каждого простого числа {\displaystyle l} равно {\displaystyle O(\log ^{7}q)}. Если принять, что это вычисление требуется провести для каждого из {\displaystyle O(\log q)} простых чисел, полная сложность алгоритма Шуфа становится {\displaystyle O(\log ^{8}q)}. Использование быстрых операций с многочленами и целочисленной арифметики сокращает это время до {\displaystyle {\tilde {O}}(\log ^{5}q)}.

## Улучшения алгоритма Шуфа
В 1990-х годах Ноам Элкис, а затем А. О. Л. Аткин придумали улучшения базового алгоритма Шуфа путём ограничения множества простых чисел {\displaystyle S=\{l_{1},\ldots ,l_{s}\}} до чисел определённого вида. Эти числа стали называться простыми Элкиса и простыми Аткина соответственно. Простое число {\displaystyle l} называется простым Элкиса, если характеристическое равенство {\displaystyle \phi ^{2}-t\phi +q=0} разложим над {\displaystyle \mathbb {F} _{l}}, а простые Аткина — это простые, не являющиеся простыми Элкиса. Аткин показал как комбинировать информацию, полученную из простых Аткина, с информацией, полученной из простых Элкиса, чтобы получить эффективный алгоритм, который получил название «Алгоритм Шуфа — Элкиса — Аткина». Первая задача — определить, данное простое является простым Элкиса, или Аткина. Чтобы это получить, используем модулярные многочлены, которые возникают при изучении модулярных форм и интерпретации эллиптических кривых над полем комплексных чисел как решёток. Как только мы определим, какой случай мы имеем, вместо использования многочленов деления мы можем работать с многочленами, имеющими меньшие степени по сравнению с многочленами деления: {\displaystyle O(l)} вместо {\displaystyle O(l^{2})}. Для эффективной имплементации используются вероятностные алгоритмы поиска корней, что делает алгоритм алгоритмом Лас-Вегаса, а не детерминированным алгоритмом.
При эвристическом предположении, что примерно половина простых чисел, не превосходящих {\displaystyle O(\log q)}, являются простыми Элкиса, это даёт алгоритм, который эффективнее алгоритма Шуфа, и ожидаемое время работы этого алгоритма равно {\displaystyle O(\log ^{6}q)}, если использовать обычную арифметику, и {\displaystyle {\tilde {O}}(\log ^{4}q)}, если использовать быструю арифметику. Следует заметить, что это эвристическое предположение верно для большинства эллиптических кривых, но не известно для общего случая, даже при верности обобщённой гипотезы Римана.

## Имплементации
Некоторые алгоритмы были имплементированы на C++ Майком Скоттом и доступны в исходном коде. Имплементация абсолютно свободная (никаких условий, никаких ограничений), но использует библиотеку MIRACL, которая распространяется под лицензией AGPLv3.
- Алгоритм Шуфа с имплементацией для {\displaystyle E(\mathbb {F} _{p})} с простым {\displaystyle p}.
- Алгоритм Шуфа с имплементацией для {\displaystyle E(\mathbb {F} _{2^{m}})}.